# Super Monkey Ball 3D
Super Monkey Ball 3D (スーパーモンキーボール　3D) és un títol de la saga de Super Monkey Ball desenvolupat per la consola portàtil de Nintendo 3DS. El jugadors poden usar tant el Controlador cercle com el giroscopi intern de la Nintendo 3DS per navegar AiAi i amics per tal que puguen recollir tants plàtans com sigui possible dins del termini fixat en els jocs anteriors de la sèrie.